# 4-Fluoroamphétamine
La 4-fluoroamphétamine, appelée également 4-FA ou para-fluoroamphétamine (la position où se trouve le fluor est appelée position 4 ou para)  est une drogue de synthèse ayant des effets stimulants et empathogènes. Sa structure chimique est très proche de la molécule d'amphétamine, ne différant de celle-ci qu'avec la présence d'un atome de fluor en position 4 (para) du cycle phényle. Elle est aussi très proche de la 4-chloroamphétamine, une amphétamine hautement neurotoxique, ne différant de celle-ci qu'avec la présence d'un atome de chlore au lieu d'un atome de fluor.

## Pharmacologie
Au même titre que l'amphétamine, 4-fluoroamphétamine agit en inhibant la recapture de la dopamine et de la noradrénaline dans le cerveau. Mais à la différence de l'amphétamine, la 4-fluoroamphétamine inhibe la recapture de la sérotonine de manière beaucoup plus prononcée. Le peu d'études faites sur ce composé suggèrent qu'elle n'a rien à voir avec ses analogues halogénées neurotoxiques : 4-chloroamphétamine, 4-bromoamphétamine et 4-iodoamphétamine. Elle a en effet une puissance moindre et ne provoque pas un épuisement des stocks de sérotonine.
Il aurait pourtant été logique de penser que la 4-fluoroamphétamine soit la plus neurotoxique des amphétamines halogénées puisque la neurotoxicité croît en descendant la colonne des halogènes jusqu'au chlore. Mais ce n'est pas le cas, la 4-FA est différente des autres amphétamines halogénées. Sans doute cela est dû à la force de liaison entre l'atome de fluor et le cycle phényle et/ou une question de métabolisme.

## Effets
Les effets de 4-fluoroamphétamine sont semblables à ceux de la MDMA et à ceux des amphétamines :
- Diminution des sensations de faim et de fatigue ;
- Empathie ;
- Augmentation de l'endurance ;
- Euphorie et bien-être ;
- Désinhibition ;
- Exacerbation des sens (notamment tactile et sensibilité à la musique) ;
- Sensation de chaleur interne.

La 4-fluoroamphétamine étant un produit psychoactif, les effets recherchés peuvent parfois se transformer en bad trip.